# Geoffrey Tillotson
Geoffrey Tillotson (1905-1969) est un professeur de littérature britannique spécialisé dans la littérature anglaise du XVIIIe siècle.

## Biographie
Fils d'un menuisier, il fréquente la Keighley Grammar School avant d'étudier l'anglais au Balliol College, Oxford, grâce à une bourse du comté il obtient un BA en 1927 et un BLitt en 1930), après quoi il travaille brièvement comme enseignant, avant de donner des cours à l'University College de Londres de 1931 à 1944, puis au Birkbeck College de l'Université de Londres.
Il s'intéresse principalement aux œuvres d'Alexander Pope et à la littérature et à la poésie des XVIIIe et XIXe siècles, en particulier à la littérature victorienne.
Une partie de son travail a été réalisée avec sa femme, l'érudite littéraire Kathleen Mary Tillotson (en). Il a été élu membre de la British Academy (FBA) en 1967.

## Œuvres
- (en) Geoffrey Tillotson, Thackeray the Novelist, Cambridge, Cambridge University Press, 1954 et 1963, p. 312.